# Pandolfo II di Salerno
Pandolfo II di Salerno (957 circa – Capo Colonna, 13 luglio 982) è stato un principe longobardo, principe di Salerno dal 981 al 982.

## Biografia
Fu il secondo della stirpe dei principi di Capua. Succedette al padre Pandolfo Testadiferro, che aveva stabilito la divisione del suo vasto dominio fra i due figli Pandolfo e Landolfo.
Testadiferro aveva riunificato tutti i territori dell'antica Langobardia Minor, assumendo nella sua persona la sovranità sui principati di Benevento, Capua e Salerno.
Le sue disposizioni testamentarie stabilirono che al figlio maggiore, Landolfo, fossero assegnati Benevento e Capua, mentre al minore Pandolfo il Principato di Salerno.
Pandolfo II fu immediatamente osteggiato dal duca Mansone I di Amalfi, che già nel 981 riuscì a rimuoverlo dal trono e ad ottenere il riconoscimento imperiale quale nuovo principe di Salerno.
Pandolfo raggiunse il fratello, che nel frattempo aveva perduto il dominio beneventano rimanendo sovrano della sola Capua, ed entrambi si unirono all'esercito imperiale di Ottone II in Calabria.
I due fratelli morirono nella battaglia di Capo Colonna, contro i saraceni il 13 luglio 982.